# ヘヴン・アンド・ヘル (バンド)
ヘヴン・アンド・ヘル（Heaven And Hell）は、トニー・アイオミ、ギーザー・バトラー、ロニー・ジェイムズ・ディオ、ヴィニー・アピスという元ブラック・サバスの4名が活動する際のバンド名である。ロニー・ジェイムス・ディオの死によって活動を停止した。

## 歴史
この4人のコラボレーションは、レコード会社の意向で2006年にディオ在籍時のブラック・サバスの楽曲を集めたコンピレーション・アルバムを発売する際、アイオミにボーナス・トラックを求めたことに始まる。これに対してアイオミはディオとともに新曲を書いて提供することを決め、アイオミ、バトラー、ディオ、そしてビル・ワードというアルバム『ヘヴン&ヘル』のラインナップが集まった。制作の過程でワードはバンドを離脱し、アルバム『悪魔の掟』と『ディヒューマナイザー』でドラマーを務めたヴィニー・アピスが加入、新曲3曲を録音してアルバム『ベスト・オブ・ディオ・イヤーズ』を発売した。バンド名は、オジー・オズボーンを含むラインナップが2006年にロックの殿堂入りをしたため混同を避けるため、ディオが参加した初のアルバム『ヘヴン&ヘル』にちなんで付けられた。
バンドは2007年3月11日にメガデスを前座にカナダ バンクーバーのパシフィック・コロシアムから北米ツアーを開始した。キーボーディストは当時のジェフ・ニコルズではなく、ディオに在籍しているスコット・ウォーレンがツアーに同行することになった。このうちアメリカ ニューヨークのレディオ・ミュージック・シティ・ホールで行われた公演はライブ作品『ライヴ・フロム・レディオ・ミュージック・シティ・ホール』として収録された。日本では同年10月20日さいたまスーパーアリーナで開催された「LOUD PARK 2007」にヘッドライナーとして出演した他、東名阪3都市で公演を行った。
ツアー終了後はそれぞれブラック・サバスやディオの活動に戻るとされていたが、ツアーやCD売り上げの好調を受けて活動を継続。2009年4月28日、このラインナップとしては17年ぶりとなる新作『ザ・デヴィル・ユー・ノウ』を発売。
2009年11月、ディオは胃がんを患っていることを公表し、その後闘病生活を送っていたが、2010年5月16日の午前7時45分に死去。同年7月にディオの追悼の意を込めたライブ『HIGH VOLTAGE Festival』が行なわれた。同ライブにはゲスト・ボーカルとしてヨルン・ランデとグレン・ヒューズが迎えられた。

## ディスコグラフィ

### スタジオ・アルバム
|     | 発売年 | タイトル                                             | 規格           | 備考                 |
| --- | ------ | ---------------------------------------------------- | -------------- | -------------------- |
| 1st | 2009年 | ザ・デヴィル・ユー・ノウ （原題: The Devil You Know) | SHM-CD(国内盤) | オリコン週間最高28位 |

### ライヴ・アルバム
|     | 発売年 | タイトル                                                                                         | 規格      | 備考 |
| --- | ------ | ------------------------------------------------------------------------------------------------ | --------- | ---- |
| 1st | 2007年 | ライヴ・フロム・レディオ・シティ・ミュージック・ホール （原題: Live from Radio Music City Music) | CD        |      |
| 2nd | 2010年 | ネオン・ナイツ〜ライヴ・アット・ヴァッケン2009 （原題: Neon Nights: 30 Years of Heaven & Hell)   | CD DVD+CD |      |

## 来日公演

### 単独公演
- Heaven and Hell Tour（2007年）
  - 10月22日 東京 東京国際フォーラム
  - 10月25日 名古屋 名古屋市公会堂[注 1]

### フェス
- LOUD PARK 07（2007年）
  - 10月20日 埼玉 さいたまスーパーアリーナ
  - 10月23日 大阪 大阪城ホール